# Chalarus beijingensis
Chalarus beijingensis är en tvåvingeart som beskrevs av Yang och Xu 1998. Chalarus beijingensis ingår i släktet Chalarus och familjen ögonflugor. Inga underarter finns listade i Catalogue of Life.